# Іршава (станція)
Іршава — пасажирська залізнична станція Ужгородської дирекції Львівської залізниці, вузькоколійна залізниця Виноградів — Іршава.
Розташована у середмісті м. Іршава, поруч із автобусною станцією та центральним ринком.
Колії на станції розгалужуються до 6 пар. Таким чином вона вважається найбільшою станцією на Боржавській вузькоколійній залізниці.

Іршавська залізнична станція (поч. XX ст)

## Історія
Станцію було відкрито 23 грудня 1908 року при відкритті руху на ділянці Берегове — Довге. Станція виникла під такою ж назвою.
Станція була проміжною, однак у 2004—2007 роках лінію від Іршави до Кушниці було частково розібрано. Наразі колії від Іршави до Приборжавського фізично існують, однак ділянка не використовується, а станція є кінцевою на лінії.
Наразі локомотив на станцію не заїжджає.